# 斯托克·曼德維爾
斯托克·曼德維爾（英語：Stoke Mandeville）是英國白金漢郡艾爾斯伯里的一個村莊。斯托克·曼德維爾醫院的名字是作為命名的村莊，位於教區的邊界，並與艾爾斯伯里是歐洲最大的脊椎損傷病房，被公認為帕拉林匹克運動會的發源地，並曾主辦兩屆帕拉林匹克運動會。

## 體育
斯托克·曼德維爾既是斯托克·曼德維爾運動會的主辦地方，也是1948年世界輪椅及截肢者運動會的主辦城市，因而也被認定為帕拉林匹克運動會的發源地，1984年夏季帕拉林匹克運動會在斯托克·曼德維爾進行
，也是英國第一個主辦夏季帕拉林匹克運動會的主辦城市。其後的2012年夏季帕拉林匹克運動會吉祥物名為曼德維爾（Mandeville），是為了紀念這個城市作為帕拉林匹克運動會發源地。

## 交通
斯托克·曼德維爾火車站也是一個站停在奇爾特恩鐵路線和艾爾斯伯里站和文多弗站之間。

## 教育
斯托克·曼德維爾結合學校是一個社區混合學校，是一所結合小學及中學的學校。學童由4至11歲。學校約有220名學生。學校也收取聽力受損的學生，目前該學校有15名學童都是聽力受損。

## 標誌
2000年5月13日，斯托克·曼德維爾千禧年標誌揭幕。它站在小學一個綠色基座的小磚之上；該標誌顯示出斯托克·曼德維爾特色

## 圖片

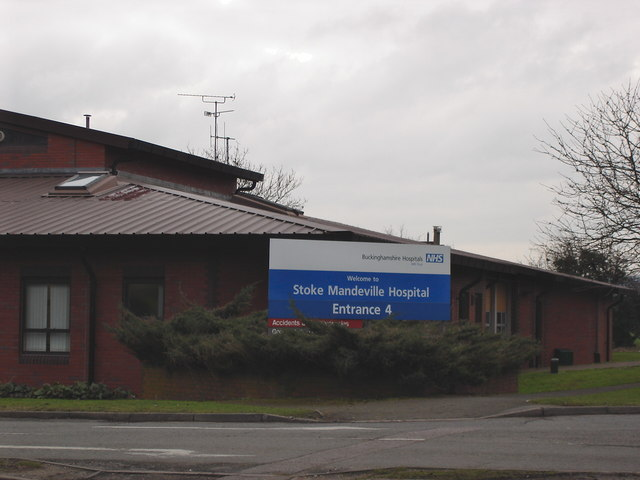
斯托克·曼德維爾醫院
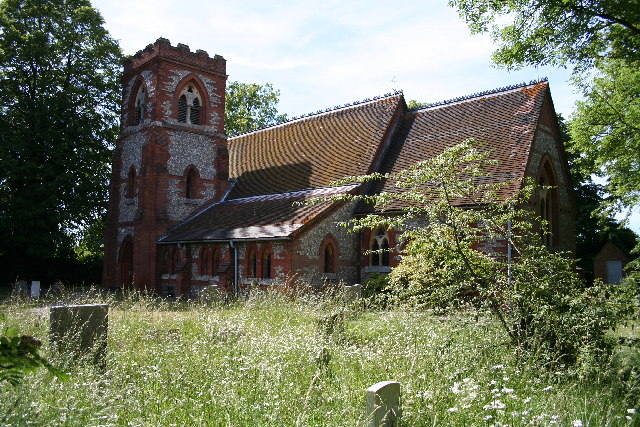
斯托克·曼德維爾教堂
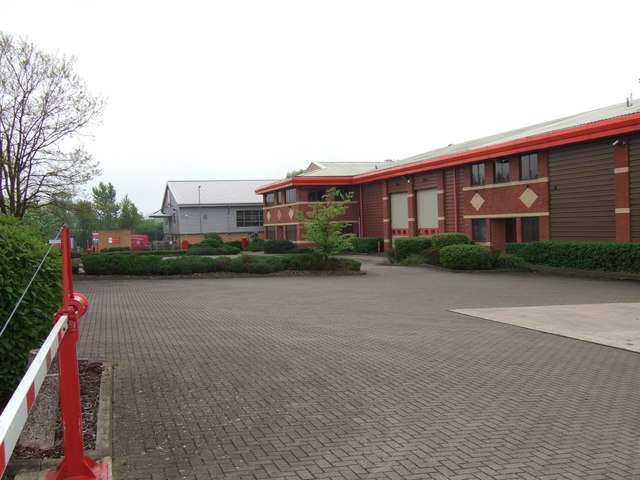
三角商業園
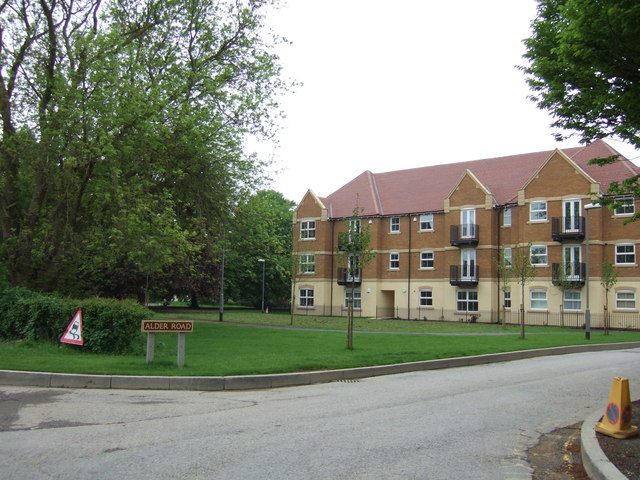
漢普登廳

## 外部連結
- （英文）斯托克·曼德維爾
- （英文）斯托克·曼德維爾體育場 （页面存档备份，存于）
- （英文）斯托克·曼德維爾結合學校